# Palau Reial (metropolitana di Barcellona)
Palau Reial è una stazione della linea 3 della Metropolitana di Barcellona. Si trova in Avinguda Diagonal tra Carrer del tenente Coronel Valenzuela e la facoltà di biologia dell'Università di Barcellona.
La stazione, inaugurata nel 1975, prende il nome dal vicino Palazzo Reale.
La stazione viene utilizzata in superficie anche come fermata per il Trambaix.